# Alternaria bataticola
Espèce
Alternaria bataticola est une espèce de champignons ascomycètes de la famille des Pleosporaceae à répartition pantropicale. C'est un champignon phytopathogène qui affecte les plantes du genre Ipomoea, notamment la patate douce (Ipomoea batatas). Il est responsable chez cette dernière de la maladie appelée alternariose de la patate douce qui affecte principalement les tiges et les feuilles.